# Сватбена фотография
Сватбената фотография е специалност във фотографията, която е фокусирана основно върху заснемането на събития и дейности, свързани със сватби. Може да включва други типове портретна фотография на двойката преди официалния сватбен ден, като например годежна сесия преди сватбата. В официалния сватбен ден фотографът се стреми да да осигури както портретни снимки, така и документиране на основните моменти и ритуали през сватбения ден или дни.

## История
Подобно на самата технология на фотографията, практиката на сватбената фотография се развива и разраства след възникването на фотографско изкуство през 1826 г. от Жозеф Ниепс. В първите дни на фотографията повечето двойки с по-скромни средства не наемат фотограф, който да заснеме самата сватба. До втората половина на XIX век повечето хора не позират за официални сватбени снимки по време на сватбата си, по-скоро позират за официална снимка в най-добрите си дрехи преди или след сватбения ден. В края на 1860-те години повече двойки започват да позират в сватбените си дрехи или понякога наемат фотограф, който да дойде на мястото на сватбата.
Поради обемистото оборудване и трудностите с осветлението, до края на XIX век сватбената фотография до голяма степен се практикува в студио. С течение на времето технологията се подобрява, със сватбените албуми започват да стават по-често срещани и фотографът понякога включва сватбеното тържество в снимките. Често сватбените подаръци също се подреждат и заснемат като част от сватбената фотосесия.
В началото на 20-ти век цветната фотография става достъпна, но все още е ненадеждна и скъпа, така че повечето сватбени снимки продължават да се практикуват в черно-бяло. Концепцията за заснемане на сватбеното „събитие“ възниква след Втората световна война. Използвайки технологията за ролка на филма и подобрените техники за осветление, налични с изобретението на компактната светкавица, фотографите често се появяват на самата сватба и се опитват да продадат снимките по-късно. Въпреки че първоначалните снимки са с ниско качество, конкуренцията постепенно принуждава студийните фотографи да започнат да работят на място.
През 70-те години на XX век по-модерният подход за записване на цялото сватбено събитие започна да се развива в практиката, каквато я познаваме днес, включително по-скоро документалният стил на сватбена фотография.

## Технология
През филмовата ера фотографите предпочитат цветни негативни филми и средноформатни фотоапарати. Днес много повече сватби се снимат с цифрови огледално-рефлексни фотоапарати, които са по-удобни и позволяват бързо откриване на грешки в осветлението и промяна на креативния подход. Въпреки тази тенденция, някои фотографи продължават да снимат с филм, тъй като предпочитат естетиката на филма, а други са на мнение, че негативният филм улавя повече информация от цифровата технология и има по-малко поле за грешка при експозицията.

## Подходи
Два подхода към сватбената фотография са традиционен и фотожурналистичен. Много сватбени фотографи попадат някъде по средата между крайностите, представени от тези две описания.
Традиционната сватбена фотография осигурява по-класически позирани изображения и голям контрол на фотографа по време на церемонията.
Стилът на фотожурналистите в сватбената фотография взема пример от стиловете на редакционните репортажи и се фокусира повече върху естествени снимки при слабо взаимодействие с фотографа; сватбен фотожурналист обикновено заснема изображения бързо, като използва налична светлина или светкавица на камерата, вместо да използва традиционни, официални техники за позиране и студийни светлини.

## Услуги
Съвременният сватбен фотограф обикновено предоставя някои или всички от следните:
- заснемане на закрито в църква, храм или друго частно място по време на церемонията и приема;
- фотография на открито (често в парк, плаж или живописно място в деня на сватбата и/или за годежни снимки);
- както позирани, така и естествени (фоторепортерски) кадри на сватбената двойка и техните гости на църковния или гражданския ритуал и последващия прием;
- официално портретно заснемане в студио (за сватбени и/или годежни снимки);
- дигитални услуги, като дигитални разпечатки, слайдшоута и онлайн галерии;
- физически фотоалбуми.

Обхватът на услугите, които сватбеният фотограф предоставя, е разнообразен. Няма стандарт за това какво е включено в сватбено покритие или пакет, така че продуктите варират в зависимост от региона и от различните фотографи, както и броят на предоставените изображения.